# Lo personal es político

«Lo personal es político» (también denominado «lo privado es político») es un argumento político utilizado como lema del movimiento estudiantil y de la segunda ola del feminismo. Esta frase busca poner de relieve las conexiones entre la experiencia personal y las grandes estructuras sociales y políticas. En el contexto del movimiento feminista de las décadas de 1960 y 1970, fue un desafío a los valores de la familia nuclear. La frase se ha descrito en repetidas ocasiones como una definición característica de la segunda ola del feminismo, del feminismo radical, los estudios de la mujer, y del feminismo en general.

## Origen y autoría de la frase
La frase fue popularizada por un ensayo de Carol Hanisch, de 1969, bajo el título Lo personal es político, publicado en 1970, aunque ella rechaza la autoría de la frase. Según Kerry Burch, Shulamith Firestone, Robin Morgan, y otras feministas a quienes se les atribuye el haber originado la frase, también han declinado la autoría. En su lugar, escribe Burch, «citan a millones de mujeres en conversaciones públicas y privadas como las autoras colectivas de la frase». Gloria Steinem ha comparado la reclamación de la autoría de la frase con reclamar la autoría de la expresión "Segunda Guerra Mundial", aunque la invención de la frase "Segunda Guerra Mundial", de hecho, se remonta a un  editorial del Time publicada en septiembre de 1939.
La frase es mencionada por el feminismo negro en A Black Feminist Statement por Combahee River Collective, en el ensayo de Audre Lorde Las herramientas del amo nunca van a desmantelar la casa del amo, y en la antología de This Bridge Called My Back: Writings By Radical Women of Color, editado por Gloria E. Anzaldúa y Cherríe Moraga. De manera más amplia, como observa Kimberlé Williams Crenshaw, «Este proceso de reconocer como social y sistémico lo que anteriormente era percibido como algo aislado e individual ha caracterizado a la política de la identidad de los afroamericanos, otras personas de color, y los gais y lesbianas, entre otros».

## El ensayo de Carol Hanisch

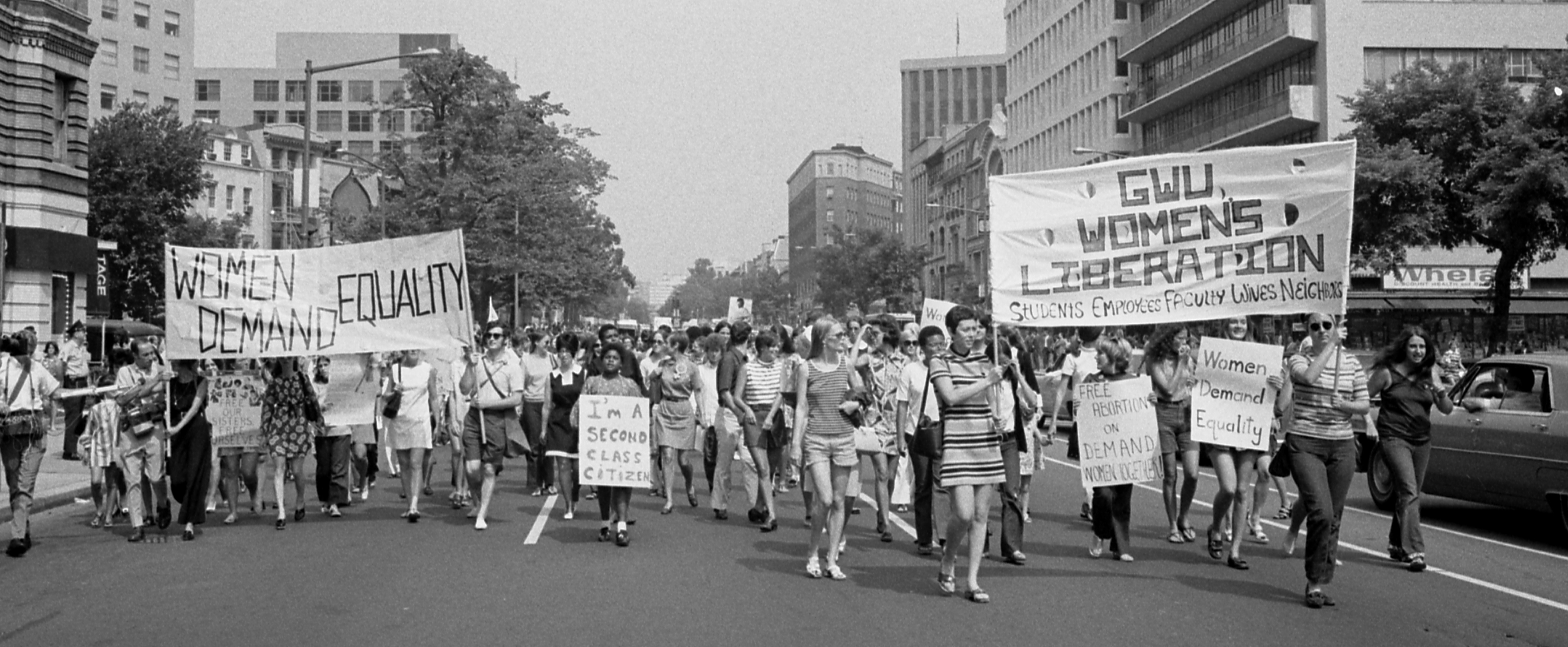
Manifestación WomensLib en WashingtonDC 1970.

Carol Hanisch, integrante del grupo New York Radical Women y una figura prominente del Movimiento de Liberación de las Mujeres de Estados Unidos, redactó un artículo defendiendo la importancia política de los grupos de concienciación en febrero de 1969, en la ciudad de Gainesville, Florida. Originalmente destinado al Comité de Mujeres del Southern Conference Educational Fund (SCEF), el documento primero tuvo como título Algunas reflexiones en respuesta a las ideas de Dottie en el Movimiento de Liberación de la Mujer, como respuesta a una nota de Dottie Zellner. Hanisch era entonces una integrante del SCEF con sede en la ciudad de Nueva York y abogaba por la creación de un proyecto de liberación de la mujer en el sur.
Hanisch trató de refutar la idea de que el sexo, la apariencia, el aborto, el cuidado de niños, y la división del trabajo doméstico eran temas meramente personales sin importancia política. Para hacer frente a estos y otros problemas, instó a las mujeres a dejar de culparse a sí mismas, discutir sus situaciones entre ellas, y organizarse colectivamente en contra de la dominación masculina en la sociedad. Hanisch no utiliza la frase "lo personal es político" en el ensayo, pero escribe:
Una de las primeras cosas que descubrimos en estos grupos es que los problemas personales son problemas políticos. No hay soluciones personales en este momento. Solo hay acción colectiva para una solución colectiva.
El ensayo fue publicado bajo el título, «Lo personal es político», en Notas del segundo año: la liberación de la mujer en 1970. La autora considera que Shulamith Firestone y Anne Koedt, las editoras del libro, dieron al ensayo su famoso título. Desde entonces ha sido reimpreso en Radical Feminism: A Documentary Reader.

## Significados múltiples
La conexión entre la experiencia personal de las mujeres y su subordinación en base por su sexo es subrayada con esta frase. En general, implica una apertura de los asuntos «privados» o «sociales» a la discusión y al análisis político y una explicación de la naturaleza sistemática de la opresión de las mujeres. Como lo resume Heidi Hartmann: «el descontento de las mujeres, argumentan las feministas radicales, no es el lamento neurótico de los inadaptados, sino una respuesta a una estructura social en la que las mujeres son sistemáticamente dominadas, explotadas y oprimidas».

Sin embargo, las activistas feministas han interpretado la naturaleza de esa conexión y las formas de acción política que emergen de ella de diferentes maneras. Paula Rust ha compilado una lista de las interpretaciones de la frase dentro de los movimientos feministas, incluyendo las siguientes: 
Lo personal refleja el statu quo político (con la implicación de que lo personal debe ser examinado para proporcionar una comprensión de lo político); lo personal sirve al statu quo político; uno puede tomar decisiones personales en respuesta a, o de protesta contra el statu quo político; ... las elecciones personales revelan o reflejan una política personal; uno debe tomar decisiones que sean consistentes con la política personal; la vida personal y la política personal son indistinguibles.
En un texto de 2006, Hanisch observó que:
Al igual que la mayor parte de la teoría creada por las feministas radicales de la "línea a favor de la mujer”, estas ideas fueron revisadas y transformadas, pasando por encima de nosotras. Fueron utilizadas en contra de su original y radical propósito. Aunque es necesario que las teorías tomen contacto con la realidad, como cualquier otra cosa, muchas de nosotras hemos aprendido que, una vez que salen de nuestras manos, es necesario defenderlas contra la reinterpretación y el mal uso.
La escritora y activista estadounidense Kate Millett documentó extraordinariamente la consigna “Lo personal es político”. En su libro de 1970 Política sexual se plantea que es necesario desarrollar una psicología y una filosofía de las relaciones de poder que vayan mucho más allá de los límites marcados por la política tradicional. Millett se propone “demostrar que el sexo es una categoría social impregnada de política”. La política no va a ser definida como el limitado mundo de las reuniones, los presidentes y los partidos, sino como “el conjunto de compromisos estructurados de acuerdo con el poder en virtud de los cuales un grupo de personas queda bajo el control de otro grupo”. Definió el terreno de lo privado –la familia, la reproducción, la sexualidad, la violencia contras las mujeres- como núcleo de la subordinación de las mujeres, alejándose de los postulados de la izquierda marxista, que supeditaba la igualdad entre las mujeres y los varones a la desaparición de la dominación de clase.